# ۴۸۳ (میلادی)
۴۸۳ (میلادی) چهارصد و هشتاد و سومین سال تقویم میلادی است.
‎